# Береговая охрана Коста-Рики
Береговая охрана Коста-Рики (исп. Servicio de Nacional Guardia Costa) — это структурное подразделение гражданской гвардии Коста-Рики.

## История
В 1896 году Коста-Рика купила себе невооружённое судно, в дальнейшем ставшее первым вооружённым кораблём в странах Центральной Америки, к  1900 году флот был увеличен до 4 вооружённых кораблей и судов (на которых были установлены 8 артиллерийских орудий), однако уже к 1905 году флот был сокращён до одного корабля.
В начале 1921 года правительство Коста-Рики выдвинуло территориальные претензии к правительству Панамы и 21 февраля 1921 года предприняло попытку занять спорные территории на Тихоокеанском побережье (предлогом являлось решение международного арбитража 1914 года). Для перевозки и обеспечения коста-риканских войск было решено использовать корабли торгового флота ("La Estrella", "La Esperanza" и малое судно "Sultana"). 27 февраля 1921 судно "Sultana" было захвачено панамцами вместе с находившимся на борту грузом оружия (в результате, трофеями Панамы стали один пулемёт, 25 шт. 7-мм магазинных винтовок «маузер» обр. 1910 года и 6000 патронов). После вмешательства США, 5 марта 1921 года боевые действия были прекращены, подразделения армии Коста-Рики были выведены с территории Панамы, однако дипломатические отношения между странами были восстановлены только в 1928 году, а соглашение о границе было подписано только в 1941 году. Однако в связи с наличием споров о принадлежности отдельных участков местности, демаркация линии границы между Коста-Рикой и Панамой была завершена только в 1945 году.
1 декабря 1948 года, после окончания гражданской войны, вооружённые силы Коста-Рики были расформированы. Принятая 7 ноября 1949 года Конституция запретила создание и содержание в мирное время постоянной профессиональной армии, вместо неё для защиты страны была создана «гражданская гвардия».
В распоряжение гражданской гвардии были переданы вооружение, техника и иное имущество расформированной армии Коста-Рики.
В 1949 году в составе гражданской гвардии было создано подразделение береговой охраны (в состав которого изначально входили один пост на Атлантическом побережье и один пост на Тихоокеанском побережье).
28 марта 1954 года несколько стран Латинской Америки (в том числе, Коста-Рика) подписали конвенцию о дипломатическом убежище (в соответствии с которой убежище могло быть предоставлено не только в зданиях дипломатических представительств этих стран, но и на борту принадлежащих им кораблей военного назначения). В Коста-Рике эта конвенция вступила в силу 25 февраля 1955 года.
В 1955 году по программе военной помощи США передали Коста-Рике несколько тысяч винтовок M1 Garand (часть из которых была распределена в подразделениях береговой охраны). В сентябре 1963 года прибывшая в страну военная делегация США во главе с генералом Р. Вудом передала Коста-Рике крупную партию вооружения, а в октябре 1963 года - самолёты и катера для береговой охраны.
По состоянию на 1978 год, на вооружении береговой охраны имелось 5 катеров.
В дальнейшем, в 1978 году и особенно после победы в 1979 году Сандинистской революции в Никарагуа военная помощь США была увеличена. В 1978 году США передали на вооружение береговой охраны Коста-Рики несколько 20-мм артиллерийских установок Mk.68, которые были установлены на патрульные катера.
В общей сложности, в период с января 1981 года до 23 мая 1984 года по программе военной помощи из США в Коста-Рику было поставлено 2 вертолёта Hughes 500E (со снятым вооружением), 18 патрульных катеров, 83 армейских джипа, а также стрелковое оружие (автоматы M-14, M-16A1, гранатомёты M203), боеприпасы и другое военное снаряжение. Позднее, поставки продолжались, до конца 1988 года из США было получено дополнительное военное имущество. Кроме того, в 1981—1988 гг. военную помощь Коста-Рике предоставляли и другие государства: Израиль, Тайвань, Венесуэла, Аргентина, Южная Корея, Чили, Япония, Испания и ФРГ. Катера, а также часть поставленного вооружения и военного имущества поступили в распоряжение морской охраны.
28 сентября 1989 года правительство США передало Коста-Рике снятый с вооружения береговой охраны США 29-метровый патрульный катер WPB-95328 "Cape Henlopen" класса "Кэйп" 1958 года постройки, который был включён в состав морской охраны Коста-Рики под наименованием "Astronauta Franklin Chang Diaz" и стал её крупнейшим кораблём (до того, как затонул в 2001 году).
3 мая 1991 года правительство США передало Коста-Рике снятый с вооружения береговой охраны США 25-метровый патрульный катер WPB-82302 "Point Hope" класса "Пойнт" 1960 года постройки, который был включён в состав морской охраны под наименованием "Colonel Alfonso Monje".
В ходе проведённой в 1995 году проверки морской охраны было установлено, что проводимая на протяжении ряда лет политика сокращения финансовых расходов и экономии боеприпасов привела к тому, что личный состав слабо умеет обращаться с тяжёлым вооружением.
В 1996 году была проведена военная реформа, в результате которой военизированные формирования гражданской гвардии, морской охраны и пограничной полиции получили общее командование и единое название (Fuerza Pública de Costa Rica), 24 мая 2000 года морская охрана MSS была выведена из состава пограничной полиции и преобразована в отдельную службу береговой охраны SNG. В 2002 году военная реформа была завершена.
По состоянию на 2000 год, в состав береговой охраны входили 4 поста на Тихоокеанском побережье и два поста на Атлантическом побережье. На вооружении по-прежнему оставались винтовки M1 Garand, но у досмотровых партий имелось некоторое количество 5,56-мм автоматов FN FNC, на патрульных катерах были установлены несколько 20-мм артиллерийских установок Mk.68 и 12,7-мм пулемётов Browning M2HB.
24 июня 2001 года правительство США передало Коста-Рике снятый с вооружения береговой охраны США 25-метровый патрульный катер WPB-82339 "Point Chico" класса "Пойнт" 1962 года постройки, который был включён в состав береговой охраны под наименованием "Juan Rafael Mora".
В 2008 году правительством США был принят план «Paz y Seguridad», в соответствии с которым в период до сентября 2012 года по программе военной помощи (Programa de Amistad Duradera) Коста-Рика получила три 82-футовых катера для береговой охраны.
В 2007 - 2010 годы в береговой охране насчитывалось 400 человек, два больших и восемь малых патрульных катеров.
В 2009 году было подписано разработанное под эгидой ФАО ООН международное соглашение по предупреждению, сдерживанию и ликвидации незаконного, незадокументированного и нерегулируемого промысла рыбы (которое подписала Коста-Рика, принявшая на себя обязательства по борьбе с незаконным ловом рыбы и обмене информацией о судах-нарушителях). 6 июня 2016 года соглашение вступило в законную силу.
В июне 2016 года США утвердили программу помощи береговой охране Коста-Рики на сумму 18,9 млн. долларов США, в соответствии с которой:
- 30 мая 2017 года командование вооружённых сил США USSOUTHCOM подарило правительству Коста-Рики здание поста на 70 человек на Тихоокеанском побережье Коста-Рики и скоростной 45-футовый моторный катер стоимостью 549 тыс. долларов. Подаренный катер был передан в состав береговой охраны под наименованием катер-перехватчик "Cadejos 3"[17].
- 13 октября 2017 года США передали для береговой охраны Коста-Рики два 34-метровых патрульных катера класса «Айленд» (построенные в середине 1980-х годов катера WPB-1342 "Long Island" и WPB-1346 "Roanoke Island", которые ранее использовались береговой охраной США на Аляске и были списаны в 2015 году)[18]. После окончания ремонта и переоборудования катеров и завершения обучения экипажей, 3 апреля 2018 года катера были официально включены в состав береговой охраны Коста-Рики под наименованием GC 110-1 "Libertador Juan Rafael Mora" и GC 110-2 "General José María Cañas"[19].

## Современное состояние
В состав береговой охраны входят пять постов на Атлантическом побережье и два поста на Тихоокеанском побережье.
По состоянию на начало 2022 года численность береговой охраны составляла 550 человек и десять патрульных катеров.
Личный состав береговой охраны вооружён стрелковым оружием (в основном, американского производства).